# Chris Albright
Christopher "Chris" John Albright (Filadélfia, 14 de janeiro de 1979) é um ex-futebolista estadunidense, que atuava como defensor.

## Carreira
Iniciou sua carreira no DC United, onde ganhou a MLS Cup e a MLS Supporters' Shield, ambos em 1999. Em 2002, foi para o Los Angeles Galaxy, onde ganhou a maior parte dos seus títulos: MLS Cup em 2002 e 2005; MLS Supporters' Shield em 2002 e US Open Cup em 2005. Em 2008, transferiu-se para o New England Revolution e lá conquistou a Superliga nesse mesmo ano sendo este o título mais importante de sua carreira até aqui. Em 2010, transferiu-se para o New York Red Bulls.
Para a temporada 2012 assinou com o Philadelphia Union, e atuou até 2002.

## Seleção dos EUA
Pela Seleção dos EUA disputou os Jogos Olímpicos de 2000 e a Copa do Mundo de 2006.

## Títulos
DC United
- MLS Cup - 1999
- MLS Supporters' Shield - 1999

 Los Angeles Galaxy
- MLS Cup - 2002, 2005
- MLS Supporters' Shield - 2002
- US Open Cup: 2005

 New England Revolution
- Superliga: 2008